# Santa Rita de Cássia (Bahia)
Santa Rita de Cássia is een gemeente in de Braziliaanse deelstaat Bahia. De gemeente telt 27.528 inwoners (schatting 2009).

## Aangrenzende gemeenten
De gemeente grenst aan Cotegipe, Formosa do Rio Preto, Mansidão, Riachão das Neves, Cristalândia do Piauí (PI), Júlio Borges (PI), Parnaguá (PI) en Sebastião Barros (PI).